# 京都教育大学附属桃山中学校
京都教育大学附属桃山中学校（きょうときょういくだいがくふぞくももやまちゅうがっこう、英: Momoyama Junior High School Attached to Kyoto University of Education）は、京都市伏見区桃山井伊掃部東町に所在する国立中学校。京都教育大学の附属学校。

## 概要
1947年（昭和22年）、京都師範学校女子部附属中学校として発足。京都教育大学の附属学校として、教育の実証的研究や実地教育（教育実習、観察参加研究）に取り組む。
総合的な学習の時間では、異学年混在型の発展学習を行う。総合的な学習の時間は「共通必修」、「課題探究」（旧称MET）、「生き方探究」（2023年度開始）の3つに分かれている。
京都教育大学附属高等学校に連絡進学枠が設けられている。
2024年度（令和6年度）入学生から、京都教育大学附属高等学校との併設型中高一貫教育校となった。

## 沿革
- 1947年（昭和22年）- 京都師範学校女子部附属中学校開校
- 1951年（昭和26年）- 京都学芸大学附属桃山中学校と改称
- 1966年（昭和41年）- 京都教育大学教育学部附属桃山中学校と改称
- 1975年（昭和50年）- 帰国生徒教育学級開設
- 2004年（平成16年）- 国立大学が法人化され、学部附属から大学附属となり、「京都教育大学附属桃山中学校」と改称
- 2024年（令和6年）- 京都教育大学附属高等学校との併設型中高一貫教育校化[2][3][4][5]

## 活動
- 全国中学・高校ディベート選手権：第1回（1996年）第3位、第2回（1997年）第4位
- 令和4年度 全国いじめ問題子どもサミット参加（生徒会本部）

## 出身著名人
- 小幡真一郎 - 元サッカー選手、サッカー審判員（元国際主審）[6]
- 梶田真章 - 法然院貫主[6]
- 北村稔 - 中国現代史学者、立命館大学文学部教授[7]
- 瀬戸口烈司 - 京都大学名誉教授、京都大学総合博物館第2代館長[8][9]
- 竹若元博 - 芸人、お笑いコンビ・バッファロー吾郎のボケ担当[10]
- 田原睦夫 - 弁護士、元最高裁判所判事[6]
- 阪哲朗 - 指揮者、山形交響楽団常任指揮者[8]
- 山田晏子 - 声楽家、ソプラノ歌手[11]
- 山村紅葉 - 女優。推理作家山村美紗の娘[10]